# Кубический фут в минуту
Кубический фут в минуту (CFM, англ. Cubic Foot per Minute) — неметрическая единица, используемая обычно для измерений объёмных расходов жидкостей и газов. Равна 0,028316846592 м³/мин = 0,0004719474432 м³/с.
1 м³/мин = 35,3147 кубическим футам/м.

## Пример расчёта характеристики вентилятора
Обозначается буквой Q.
Рассчитаем необходимый объем воздуха, который нужно прокачать. Исходной формулой служит уравнение теплового баланса при условии, что теплопередачей пренебрегаем:
N=Q*C*P*(T2-T1), где
- N — мощность системы, Вт;
- Q — расход, м3/сек;
- C — теплоёмкость воздуха, Дж/(кг·К);
- P — плотность воздуха, кг/м3;
- T — температура (T2 - целевая температура охлаждаемого тела, T1 - температура прокачиваемого воздуха), К;

Отсюда формула для требуемого потока Q:
{\displaystyle Q={\frac {N}{C\cdot P\cdot (T2-T1)}}}
После подстановки значений С = 1,006 кДж/(кг·К), P = 1,2047 кг/м³ для воздуха при 20°C и нормальном атмосферном давлении формула для Q:
{\displaystyle Q\approx 8.3\cdot 10^{-4}\cdot {\frac {N}{(T2-T1)}}}, м3/сек
После перевода Q из кубометров в секунду в CFM получаем формулу для практического использования:
{\displaystyle Q\approx 1.75\cdot {\frac {N}{(T2-T1)}}}, фут3/мин
Эта формула приближенная, поскольку теплоемкость и плотность воздуха зависят от давления и температуры.

### Практический пример
Необходимо рассчитать размер радиатора в компьютерной системе жидкостного охлаждения (СЖО) для удержания температуры жидкости на уровне 30°C при температуре комнатного воздуха 25°C, если СЖО используется для охлаждения процессора и видеокарты с общим TDP 300 Вт, а вентиляторы используются типовые компьютерные корпусные 120 мм производительностью 50 CFM.
После подстановки в предыдущую формулу заданных значений, получим требуемый поток воздуха:
{\displaystyle Q\approx 1.75\cdot {\frac {300}{(30-25)}}=105} фут3/мин
Надо заметить, что двух типовых вентиляторов с паспортной максимальной производительностью в 50 CFM будет недостаточно, т.к. радиатор оказывает существенное сопротивление воздушному потоку. Величина падения потока зависит как от конструкции радиатора и вентиляторов, так и от скорости воздуха. Если грубо ориентироваться на падение потока в два раза, то для заданного примера (вентиляторы 120 мм, 50 CFM) необходим радиатор 120x480 мм или 240x240 мм с четырьмя установленными вентиляторами.

## Соотношение единиц измерения производительности
|          | м3/час | м3/мин | л/мин | л/сек | фут3/мин |
| м3/час   | 1      | 0,017  | 16,67 | 0,27  | 0,59     |
| м3/мин   | 60     | 1      | 1000  | 16,67 | 35,31    |
| л/мин    | 0,06   | 10−3   | 1     | 0,017 | 0,035    |
| л/сек    | 3,6    | 0,06   | 60    | 1     | 2,12     |
| фут3/мин | 1,70   | 0,028  | 28,32 | 0,47  | 1        |

Например, 1 фут3/мин = 1,7 м3/час = 0,47 л/сек